# Hedwig Village
Hedwig Village è un centro abitato degli Stati Uniti d'America situato nella contea di Harris dello Stato del Texas.
La popolazione era di 2.557 persone al censimento del 2010.

## Geografia fisica
Hedwig Village è situata a 29°46′48″N 95°31′10″W (29.779990, -95.519412).
Secondo lo United States Census Bureau, ha un'area totale di 0,9 miglia quadrate (2,3 km²). Questo rende Hedwig Village uno dei più piccoli comuni della Contea di Harris. Hedwig Village si trova 10 miglia (16 km) da Houston.

## Società

### Evoluzione demografica
Secondo il censimento del 2000, c'erano 2.334 persone, 956 nuclei familiari e 668 famiglie residenti nella città. La densità di popolazione era di 2.706,5 persone per miglio quadrato (1.047,9/km²). C'erano 1.038 unità abitative a una densità media di 1,203.7/sq mi (466,0/km²). La composizione etnica della città era formata dall'81,41% di bianchi, l'1,33% di afroamericani, lo 0,17% di nativi americani, il 12,43% di asiatici, lo 0,04% di isolani del Pacifico, il 2,01% di altre razze, e il 2,61% di due o più etnie. Ispanici o latinos di qualunque razza erano il 6,26% della popolazione.
C'erano 956 nuclei familiari di cui il 35,8% aveva figli di età inferiore ai 18 anni, il 55,6% aveva coppie sposate conviventi, l'11,2% aveva un capofamiglia femmina senza marito, e il 30,1% erano non-famiglie. Il 27,4% di tutti i nuclei familiari erano individuali e il 9,9% aveva componenti con un'età di 65 anni o più che vivevano da soli. Il numero di componenti medio di un nucleo familiare era di 2,44 e quello di una famiglia era di 2,99.
La popolazione era composta dal 26,6% di persone sotto i 18 anni, il 5,4% di persone dai 18 ai 24 anni, il 26,9% di persone dai 25 ai 44 anni, il 25,8% di persone dai 45 ai 64 anni, e il 15,3% di persone di 65 anni o più. L'età media era di 41 anni. Per ogni 100 femmine c'erano 89,4 maschi. Per ogni 100 femmine dai 18 anni in giù, c'erano 83,5 maschi.
Il reddito medio di un nucleo familiare era di 66.250 dollari e quello di una famiglia era di 101.928 dollari. I maschi avevano un reddito medio di 69.375 dollari contro i 41.316 dollari delle femmine. Il reddito pro capite era di 52.153 dollari. Circa il 3,0% delle famiglie e il 4,6% della popolazione erano sotto la soglia di povertà, incluso il 6,1% di persone sotto i 18 anni e il 4,0% di persone di 65 anni o più.